# Stanisław Nowakowski (harcmistrz)

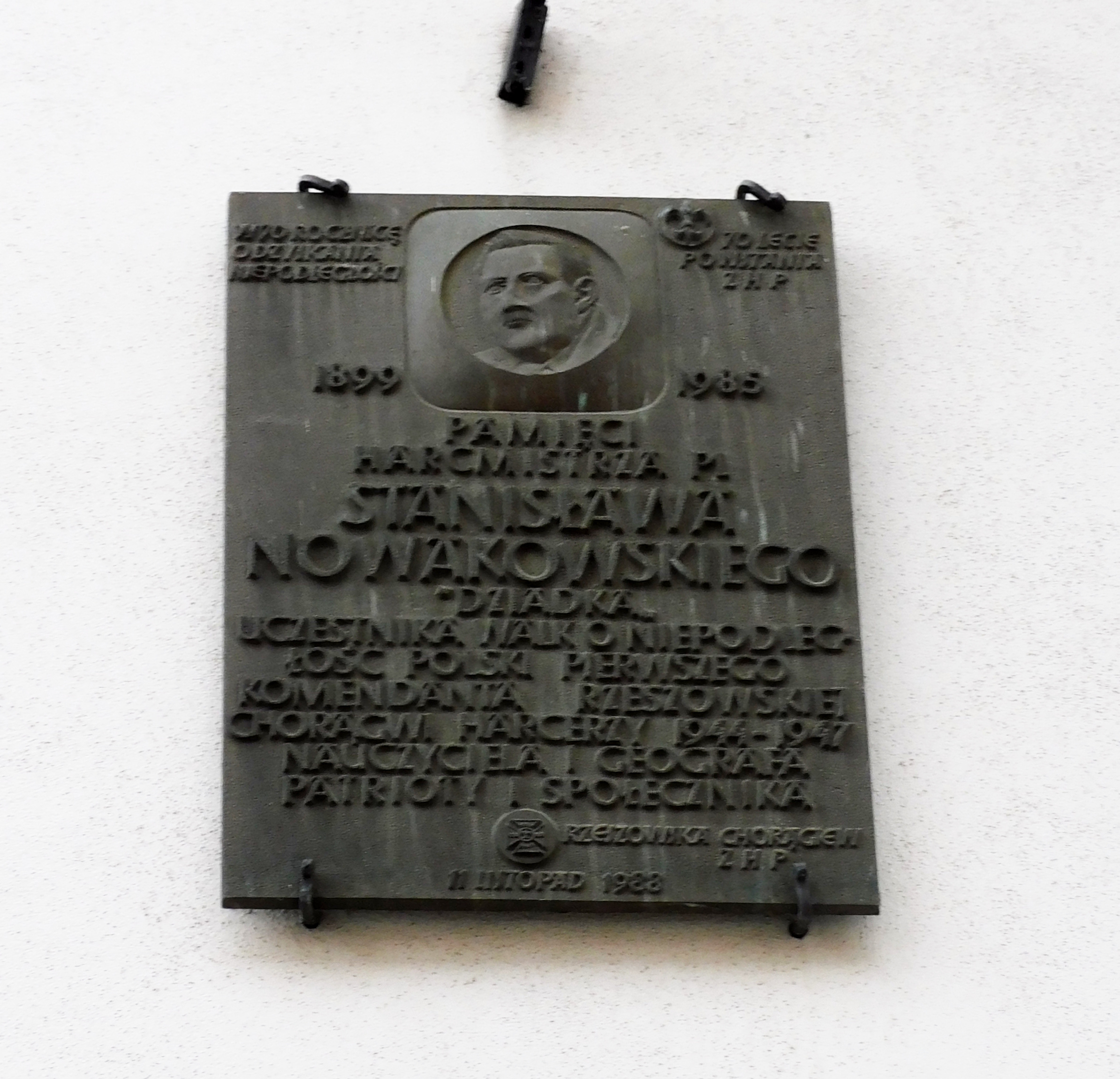
Tablica pamiątkowa w Rzeszowie (ul. Naruszewicza 13)

Stanisław Włodzimierz Nowakowski h. Ślepowron (ur. 27 września 1899 w Jaworowie, zm. 16 stycznia 1985 w Rzeszowie) – polski nauczyciel, harcmistrz, komendant Rzeszowskiej Chorągwi Harcerzy (1944–1947), Przewodniczący Związku Harcerstwa Polskiego (1945).

## Życiorys

### Młodość i nauka
Był synem Stanisława Augusta (1874–1923) i Heleny z Żegiestowskich (1875–1956). Uczył się w szkołach: czteroklasowej podstawowej w Tłumaczu, Prywatnym Gimnazjum Realnym w Borszczowie, C. K. V Gimnazjum we Lwowie i VIII Gimnazjum Realnym we Lwowie, gdzie – po przerwie spowodowanej udziałem w I wojnie światowej – zdał maturę w 1918 r. Od grudnia 1919 r. studiował na Wydziale Budowy Maszyn Politechniki Lwowskiej. Po kolejnej przerwie – związanej z wojną 1920 r. – kontynuował naukę: studiował geografię, geologię i petrografię, tym razem na Uniwersytecie Jana Kazimierza (UJK) we Lwowie. W 1922 r. został asystentem w Zakładzie Geografii UJK (ukończył studia w 1924 r.), później uczestnicząc w organizacji instytucji i organizacji geograficznych we Lwowie.

### Działalność niepodległościowa
W marcu 1917 r. został wcielony do armii austriackiej i trafił na front włoski. W wyniku przegrupowania znalazł się w 1918 r. we Lwowie, gdzie natychmiast wstąpił do Wojska Polskiego. W czasie wojny 1920 r. dowodził 1. kompanią 240. ochotniczego pułku piechoty. Został ranny 15 sierpnia 1920 r. w czasie bitwy pod Suchorzycami. Dostał awans na podporucznika i otrzymał urlop.

### Harcerstwo
W maju 1915 r. wstąpił do tajnego zastępu „Orłów”, a w grudniu 1915 r. został przyjęty do I Lwowskiej Drużyny Skautowej im. Tadeusza Kościuszki. Po przerwie spowodowanej służbą wojskową w wojsku austriackim wrócił do pracy harcerskiej w 1919 r. W marcu 1919 r. otrzymał pierwszy stopień instruktorski przodownika i został drużynowym III Drużyny Lwowskiej. Od 1921 był członkiem Komendy Chorągwi Lwowskiej. Później był hufcowym w Krośnie i Czortkowie (gdzie pracował). Został harcmistrzem w 1927 r. Od 1936 roku do wybuchu wojny był hufcowym Huculskiego Hufca Harcerzy, który sam zorganizował.
Jesienią 1944 r. – wraz z Antonim Gromskim i Stanisławem Sokołowskim – podjął rozmowy z przedstawicielem PKWN na temat ujęcia w ramy organizacyjne spontanicznie odradzającego się ruchu harcerskiego, w wyniku czego 27 października 1944 r. objął funkcję komendanta Rzeszowskiej Chorągwi Harcerzy, 30 grudnia 1944 r. został członkiem Tymczasowej Naczelnej Rady Harcerskiej, na której pierwszym posiedzeniu w Lublinie został wybrany Przewodniczącym ZHP.
Był to okres równoległego istnienia struktur organizacji harcerskich w różnych miejscach Polski i braku komunikacji między nimi. 17 stycznia 1945 r. dotychczasowe konspiracyjne struktury ZHP, z przewodniczącym Tadeuszem Kupczyńskim, rozwiązały się. W tym samym czasie w lutym 1945 r. Janusz Wierusz-Kowalski został mianowany przez kierownictwo resortu oświaty w Warszawie przewodniczącym ZHP. Stanisław Nowakowski zrezygnował z funkcji Przewodniczącego ZHP w lecie 1945 r. i poświęcił się pracy w chorągwi rzeszowskiej. Zrezygnował (w wyniku nacisków Urzędu Bezpieczeństwa) z funkcji Komendanta Chorągwi w 1947 r., a w 1951 r. zrezygnował z czynnej pracy w harcerstwie.
Po Czerwcu 1956 r. powrócił do pracy harcerskiej. Na Krajowym Zjeździe Działaczy Harcerskich w grudniu 1956 r. w Łodzi został wybrany członkiem Naczelnej Rady Harcerskiej.
W styczniu 1957 r. wszedł w skład Rady Chorągwi i objął funkcję kierownika Wydziału Harcerskiego Komendy Chorągwi Rzeszowskiej. Członkiem Komendy był do 1965 r., a członkiem Rady Chorągwi – do 1975 r.
Jako jeden z pierwszych instruktorów otrzymał w 1965 r. honorowy stopień harcmistrza Polski Ludowej.

### Praca pedagogiczna
Po ukończeniu studiów w 1924 r. został nauczycielem w Państwowym Gimnazjum im. Mikołaja Kopernika w Krośnie. W 1926 r. został przeniesiony na stanowisko etatowego nauczyciela w Państwowym Gimnazjum im. Juliusza Słowackiego w Czortkowie, gdzie w 1930 roku został kierownikiem Publicznej Szkoły Powszechnej im. Króla Jana III Sobieskiego. W 1935 r. przeniósł się do Kołomyi na stanowisko inspektora szkolnego. Po zajęciu Kresów przez ZSRR pozostał nauczycielem w szkole „polsko-ukraińskiej”, gdzie organizował również tajne nauczanie. 

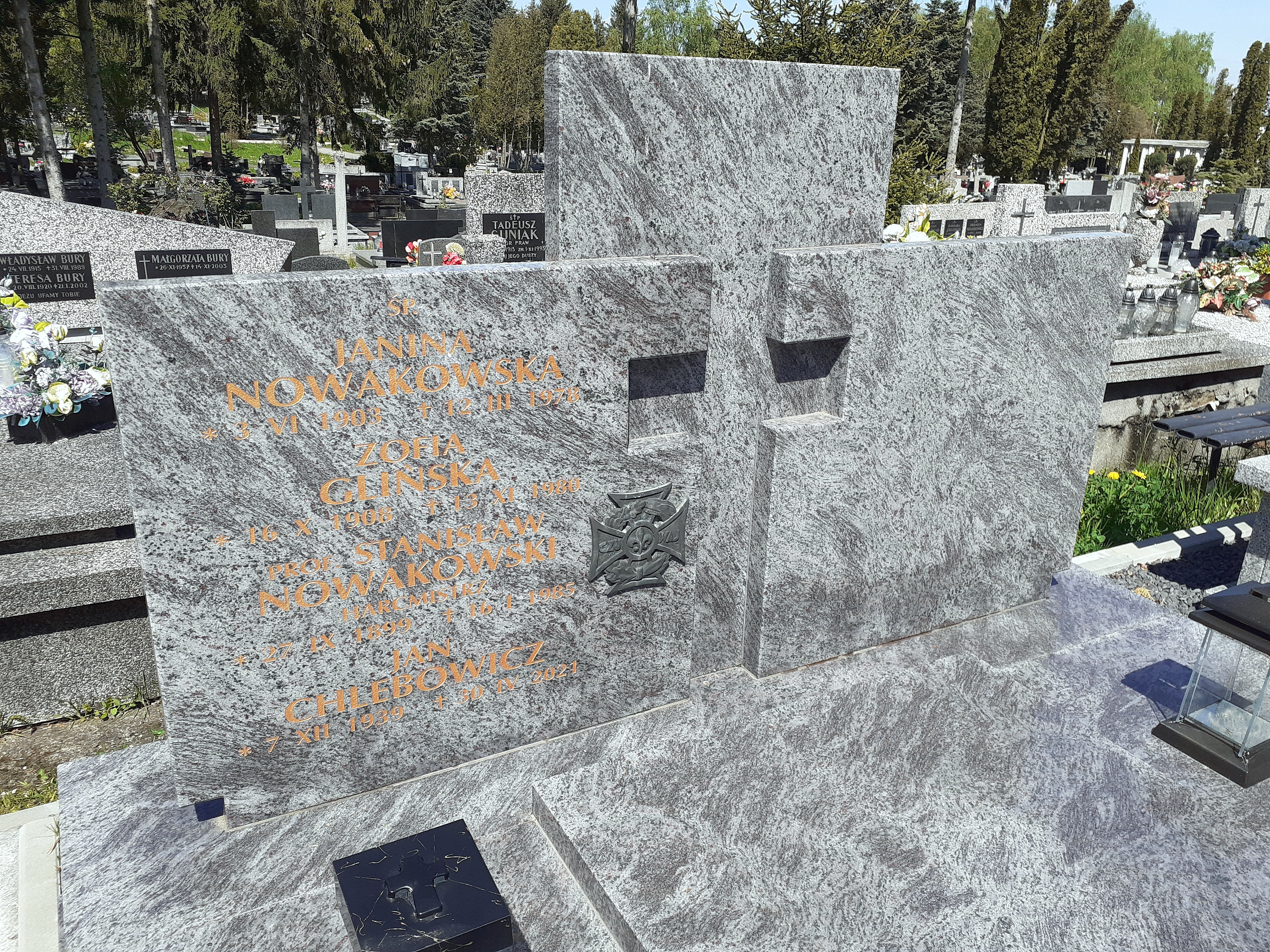
Grobowiec rodzinny Stanisława Nowakowskiego

Po zajęciu Podkarpacia przez oddziały radzieckie, latem 1944 r. Nowakowski przeniósł się do Rzeszowa (gdzie mieszkał do śmierci). Został tam w sierpniu 1944 r. mianowany p.o. Kierownika Wydziału Szkolnictwa Powszechnego Kuratorium. Od stycznia 1945 r. był okręgowym wizytatorem szkół powszechnych, później przez pewien czas naczelnikiem Wydziału Ogólnego Kuratorium.
W latach 50. działał w Towarzystwie Wiedzy Powszechnej, Polskim Towarzystwie Geograficznym (był prezesem oddziału rzeszowskiego) i PTTK.
Do sierpnia 1959 r. pracował jako starszy wizytator Kuratorium Okręgu Szkolnego w Rzeszowie, w tym roku został zastępcą dyrektora Studium Nauczycielskiego w Rzeszowie, gdzie pracował do przejścia na emeryturę w 1967 r.
Po śmierci został pochowany na rzeszowskim cmentarzu komunalnym Wilkowyja (sektor 9-1-5–6).

### Życie prywatne
Stanisław Nowakowski ożenił się w 1927 r. z Janiną (1903–1978) i miał z nią pięcioro dzieci: Jerzego (1928–1994), Zofię (1930–, również harcmistrzynię), Krystynę Chlebowicz (1934–), Irenę Siudak (1936–2015) i Barbarę Mazur (1939–2007).

## Ordery i odznaczenia
- Order Sztandaru Pracy II klasy (1961)
- Złoty Krzyż Zasługi (dwukrotnie: 12 czerwca 1946[2], 1959)
- Srebrny Krzyż Zasługi (1936)
- Medal Dziesięciolecia Odzyskanej Niepodległości (1928)
- Medal Komisji Edukacji Narodowej (1976)
- Brązowy Medal za Długoletnią Służbę (1936)
- Złoty Krzyż „Za Zasługi dla ZHP” (1979)
- Złota Odznaka ZNP
- Odznaczenie honorowe „Za zasługę” (1947)
- Honorowa Odznaka „Za Zasługi dla ZHP” (1968)
- Złota Odznaka PTTK
- Wpis do „Księgi zasłużonych dla województwa rzeszowskiego” (1983)[3]

## Upamiętnienie
W Rzeszowie, na ścianie budynku, w którym mieszkał przez 36 lat, umieszczono 10 listopada 1988 r. tablicę ku czci: „uczestnika walk o niepodległość, Polski, pierwszego komendanta Rzeszowskiej Chorągwi Harcerzy (1944–1947), nauczyciela i geografa, patrioty i społecznika”.